# Saint-Chabrais
Saint-Chabrais – miejscowość i gmina we Francji, w regionie Nowa Akwitania, w departamencie Creuse. Nazwa miejscowości pochodzi od imienia św. Kaprazjusza.
Według danych na rok 1990 gminę zamieszkiwało 379 osób, a gęstość zaludnienia wynosiła 15 osób/km² (wśród 747 gmin Limousin Saint-Chabrais plasuje się na 307. miejscu pod względem liczby ludności, natomiast pod względem powierzchni na miejscu 234.).